# Дорошенко Ірина Євгенівна
Ірина Євгенівна Дорошенко (нар. 19 липня 1957, Київ) — українська акторка театру, кіно та дубляжу. Народна артистка України (1998).

## Біографія
Народилася 19 липня 1957 року у Києві.
У 1978 році закінчила кіноакторський факультет Київського державного інституту театрального мистецтва імені Івана Карпенка-Карого.
З 1978 року працює у Національному українському драматичному театрі імені Івана Франка. Займається дубляжем та озвученням українською та російською мовами. Український голос Мардж та Ліси Сімпсон.

## Творчість

### Ролі у театрі
- Оля — «Дикий Ангел» О. Коломійця
- Таня — «Прощання в червні» О. Вампілова
- Єлена — «Сон літньої ночі» В. Шекспіра
- Людмила — «Васса Желєзнова» М. Горького
- Яска — «Камінь русина» О. Коломійця
- Надя — «Санітарний день» О. Коломійця
- Юлька — «Регіон» М. Зарудного
- Райна — «Мата Харі» Н. Йорданова
- Зіна — «Трибунал» А. Макайонка
- Люба — «Сміх і сльози» С. Михалкова
- Маруся — «Фронт» О. Корнійчука
- Віка — «Вибір» Ю. Бондарева
- Сарра — «Герой Заходу» («Хвацький молодець – гордість західного краю») Дж. Сінга
- Ярина Верстова — Бронзова фаза М. Зарудного
- Інес — «Бунт жінок» Н. Хикмета та В. Комісаржевського
- Ваніна — «Житейське море» І. Карпенка-Карого
- Марія — «Патетична соната» М. Куліша
- Майя — «Санаторійна зона» М. Хвильового
- Віра — «Шиндаї!» І.Афанасьєва
- Панночка — «Хто зрадить Брута?» Б. Жолдака, С. Мойсеєва
- Гелла — «Майстер і Маргарита» М. Булгакова
- Дорота — «Мама, або несмачний витвір на дві дії з епілогом» Ст. Віткевича
- Повія — «Біла ворона» Ю. Рибчинського та Г. Татарченка
- Ворожка — «Енеїда» І. Котляревського
- Принцеса — «Дванадцять місяців» С. Маршака
- Годл; Хава — «Тев'є-Тевель» Г. Горіна
- Ганна Кулішевич — «Талан» М. Старицького
- Інеса — «З коханням не жартують» Педро Кальдерона
- Шульжиха — «Гетьман Дорошенко» Л. Старицької-Черняхівської
- Мама Люськи — «Стережися лева» Я. Стельмаха
- Пріська — «Український водевіль, або вип'ємо й поїдемо!» за М.Кропивницьким
- Анна — «Украдене щастя» І. Франка
- Гонерілья — «Король Лір» В. Шекспіра
- Аманда — «Інтимне життя» Ноеля Кауерда
- Емі Госуілл — «Кін IV» Г. Горіна
- Бетті Далфіт — «Кар'єра Артуро Уї, яку можна було б спинити» Б. Брехта
- Пані Монтрей — «Маркіза де Сад» Юкіо Місіми
- Катерина Іванівна Верховцева — «Брати Карамазови» Ф. Достоєвського
- Королева-мати — «Ех, мушкетери, мушкетери…» Є. Євтушенка
- Олена — «Сентиментальний круїз» Т.Кандала
- Ліза — «Маленькі подружні злочини» Е.-Е. Шмітта
- Марселіна — «Весілля Фігаро» П. Бомарше
- Агафія Тихонівна — «Одруження» М. Гоголь

### Фільмографія
- Дніпровський вітер (1976) — Ольга
- Весь світ в очах твоїх (1977) — Валя
- Рідні (1977) — Ремизова
- Суєта (1985) — Василина
- Дім батька твого (1986) — Тетяна
- Штормове попередження (1988) — Варвара
- Буйна (1990) — невістка
- Чорна пантера та Білий ведмідь (1990) — Рита
- Народний Малахій (1991) — донька Малахія
- Іван та кобила (1992) — Галина
- Місяцева зозулька (1993) — хазяйка Джека
- Вальдшнепи (1995) — Клавдія Михайлівна
- Операція «Контракт» (1996) — Людмила
- Втрачений рай (2000) — епізод
- Слід перевертня (2001) — епізод
- Леді Мер (2003) — епізод
- Утьосов. Пісня довжиною у життя (2006) — акторка
- Таємниця «Святого Патрика» (2006) — Даша Соломатіна
- Повернення Мухтара-4 (2007) — Варвара Дмитрівна
- Вітчим (2007) — Даша
- Сила тяжіння (2008) — Елеонора Петрівна
- Вагома підстава для вбивства (2009) — епізод
- Будинок для двох (2009) — Ольга Сергіївна
- Платон Ангел (2010) — Ульяна
- Весна у грудні (2011) — хазяйка квартири
- Лють (Фільм 3) (2011) — Анна Сергіївна
- П'ять років і один день (2012) — Інга Миколаївна
- Клан ювелірів (2015) — Прасков'я Кравець (Параска)
- На лінії життя (2016) — письменниця
- Співачка (2016) — Валентина Степанівна
- Вікно життя (2016—2017)
- Райське місце (2016—2017) — Анна Убийвовк
- Снайперша (2017) — директор колледжу
- Подорожники (2019)
- Кріпосна (2019) — Мати Решетникова
- Зоя (2019) — Тамара Кулик
- Булатов (2020) — Ірина Михайлівна, секретарка
- Коло омани (2023)
- Обіцянка Богу (2024)
- Просто Надія (2024)

### Дублювання й озвучення українською
- Пірати Карибського моря: На краю світу — Пані Цзінь (дубляж, Невафільм Україна)
- Рятівник — Меггі (дубляж, Невафільм Україна)
- Секрет Робінсонів — Мілдред (дубляж, Невафільм Україна)
- Суперсімейка (2 частини) — Една Мод (дубляж, Невафільм Україна\Le Doyen)
- Тачки (3 частини) — (дубляж, Невафільм Україна\Le Doyen)
- Мулан — Бабуся Фа (дубляж, Le Doyen)
- Різдвяна історія — (дубляж, Le Doyen)
- Принцеса і Жаба — (дубляж, Le Doyen)
- Король Лев 2: Гордість Сімби — (дубляж, Le Doyen)
- Леді та Волоцюга 2: Пригоди Пустуна — (дубляж, Le Doyen)
- Ліло і Стіч — (дубляж, Le Doyen)
- Губка Боб: Життя на суші — (дубляж, Le Doyen)
- Душа — (дубляж, Le Doyen)
- Лука — (дубляж, Le Doyen)
- Скло — (дубляж, Le Doyen)
- Аладдін — (дубляж, Le Doyen)
- Геркулес — (дубляж, Le Doyen)
- Старі пси — (дубляж, Le Doyen)
- Чорна пантера — (дубляж, Le Doyen)
- Дорослі забави — (дубляж, Le Doyen)
- Вище неба — (дубляж, Le Doyen)
- Подвійна гра — (дубляж, Le Doyen)
- Люблю тебе, чувак — (дубляж, Le Doyen)
- Полювання на колишню — (дубляж, Le Doyen)
- Їсти, молитися, кохати — (дубляж, Le Doyen)
- Джон Картер: Між двох світів — (дубляж, Le Doyen)
- Мері Поппінс повертається — (дубляж, Le Doyen)
- Паранормальне явище: Фатальна мітка — (дубляж, Le Doyen)
- Астрал: Останній ключ — (дубляж, Le Doyen)
- Крижане серце 2 — (дубляж, Le Doyen)
- Ваяна — Бабця Тала (дубляж, Le Doyen)
- Мадагаскар 3 — Дюбуа (дубляж, Le Doyen)
- Спляча красуня — Флора (дубляж, Le Doyen)
- Коко — Коко (дубляж, Le Doyen)
- Не бий копитом — Перл (дубляж, Le Doyen)
- Білосніжка та семеро гномів — Зла королева\Відьма (дубляж, Le Doyen)
- Покахонтас (2 частини) — Бабуся Верба (дубляж, Le Doyen)
- Качині історії (1987, 2017) — Магіка фон Чварен (дубляж, Le Doyen)
- Народження нації — Бріджет (дубляж, Le Doyen)
- Коти-аристократи — Мадам (новий дубляж, Le Doyen)
- Змивайся — (дубляж, Pteroduction Sound)
- Незламна — (дубляж, Постмодерн)
- Персі Джексон: Море чудовиськ — (дубляж, Постмодерн)
- Аквамен — (дубляж, Постмодерн)
- Наркокур'єр — (дубляж, Постмодерн)
- Красиво піти — (дубляж, Постмодерн)
- Хроніки Спайдервіка — (дубляж, Постмодерн)
- Червона шапочка — (дубляж, Постмодерн)
- Гнів титанів — (дубляж, Постмодерн)
- Красуня на всю голову — (дубляж, Постмодерн)
- Як приборкати дракона — (дубляж, Постмодерн)
- Налякані до шрекавки — (дубляж, Постмодерн)
- Шрек (3—4 частини) — (дубляж, Постмодерн)
- Льодовиковий період (4—5 частини) — Бабця (дубляж, Постмодерн)
- Дзвінки — Міс Стікс (дубляж, Постмодерн)
- Той, що біжить лабіринтом (2 частини) — (дубляж, Постмодерн)
- Продукція «Netfilx» — (дубляж, Постмодерн)
- Сімпсони у кіно — Мардж Сімпсон (дубляж, Постмодерн\Central Production International Group)
- Загадкова справа Бенджаміна Баттона — (дубляж, AdiozProduction Studio)
- Я — легенда — (дубляж, Cinetype)
- Чотири різдва — (дубляж, Cinetype)
- Секс і місто — (дубляж, Cinetype)
- 10 000 років до н. е. — (дубляж, Cinetype)
- Битва титанів — (дубляж, Cinetype)
- Проста послуга — (дубляж, Pie Post Production)
- Аеронавти — (дубляж, CinemaSound Production)
- Пригоди Піноккіо — (дубляж, CinemaSound Production)
- Фінеас і Ферб — Бетті Джо Флінн, Вініфред Флетчер (дубляж, Le Doyen\Студія 1+1)
- Закон Майло Мерфі — (дубляж, Студія 1+1)
- Ніндзяґо: Майстри Спінджицу — Една Волкер, Містаке (6—9 сезони) (дубляж, Студія 1+1)
- Снігова Королева — Крамарка Ван Беррі (дубляж, Студія 1+1)
- Шоу Клівленда — (дубляж, Студія 1+1)
- Наречена зі Стамбула — (дубляж, Студія 1+1)
- Жінка — (дубляж, Студія 1+1)
- Неймовірні пригоди Блінкі Білла — (дубляж, Студія 1+1)
- Недоторканні — (дубляж, Студія 1+1)
- Свинка Пеппа — Бабуся Свинка (дубляж, Студія 1+1)
- Дружба — це диво (5—9 сезони) — (дубляж, Студія 1+1)
- Губка Боб Квадратні Штани — (дубляж, Студія 1+1)
- Наші пані у Варшаві — (дубляж, Студія 1+1)
- Сила. Повернення додому — (дубляж, Студія 1+1)
- Вітер кохання — (дубляж, Студія 1+1)
- Таємна місія шкільних розбишак — Місс Макбет (дубляж, Студія 1+1)
- Зоряна принцеса проти сил зла — (дубляж, Студія 1+1)
- Зачарована — (новий дубляж, Студія 1+1)
- Клініка — (багатоголосе закадрове озвучення, Студія 1+1)
- Читець — (багатоголосе закадрове озвучення, Студія 1+1)
- Не займайте Зохана — (багатоголосе закадрове озвучення, Студія 1+1)
- Скарб — (багатоголосе закадрове озвучення, Студія 1+1)
- Лурд — (багатоголосе закадрове озвучення, Студія 1+1)
- Пані Метелиця — (багатоголосе закадрове озвучення, Студія 1+1)
- За блакитними дверима — (багатоголосе закадрове озвучення, Студія 1+1)
- Паралельні світи — (багатоголосе закадрове озвучення, Студія 1+1)
- Спляча красуня — (багатоголосе закадрове озвучення, Студія 1+1)
- Звідки ти знаєш? — (багатоголосе закадрове озвучення, Студія 1+1)
- Сімейні мелодрами — другорядні жіночі ролі (озвучення, 1+1 Продакшн на замовлення 1+1)
- Максимальний ризик — (багатоголосе закадрове озвучення, К1)
- Міс Конгеніальність 2 — (дубляж, Студія Пілот на замовлення телекомпанії Інтер)
- Потоп — (багатоголосе закадрове озвучення, Так Треба Продакшн на замовлення НТН)
- Сімпсони — Мардж Сімпсон, Ліса Сімпсон, Патті і Сельма Був'є, Мілгаус ван Гутен, Една Крабапель, другорядні жіночі ролі (дубляж, Студія Пілот на замовлення М1; Студія 1+1 на замовлення 2+2; студія «ISP Film» на замовлення QTV; Студія «Так Треба Продакшн» на замовлення НЛО TV)
- Веселі ніжки (2 частини) — (кінотеатральний дубляж)
- Пастка — читає текст (озвучення, Студія Телекон)
- Гріх — (озвучення, Укртелефільм)

### Дублювання та озвучення російською
- Пастка — читає текст (російське озвучення, Студія Телекон)
- Вій — (російський дубляж, Le Doyen\Cinelab SoundMix)
- Афера доктора Нока — (російський дубляж, Tretyakoff Production)
- Гренландія — (російський дубляж, Cinelab SoundMix\CinemaSound Production)
- Шахрайки з Волл-Стріт — (російський дубляж, Cinelab SoundMix\CinemaSound Production)
- Полювання на Санту — (російський дубляж, Cinelab SoundMix\CinemaSound Production)
- Птах у клітці: Зараження — (російський дубляж, Cinelab SoundMix\CinemaSound Production)
- Школа — (російський дубляж, Студія 1+1)

## Відзнаки
- Лауреат Всеукраїнської премії «Жінка ІІІ тисячоліття» в номінації «Рейтинг» (2009)

## Нагороди та звання
- Народна артистка України (1998)[1]
- Орден «За заслуги» ІІІ ступеня (2008)[2]
- Орден княгині Ольги III ступеня (2018)[3]